# Net (comando)
Na computação, net é um comando disponível para ser usado nos sistemas operacionais IBM OS / 2 (incluindo eComStation e ArcaOS ), Microsoft Windows e ReactOS. Sua serventia é gerenciar e configurar o sistema operacional a partir da linha de comando. Também faz parte do IBM PC Network Program para DOS.
| Nome       | Descrição | DOS?                   | OS/2?                              | Windows? | ReactOS?      | Observações                                        |
| ---------- | --- | ---------------------- | ---------------------------------- | --- | ------------- | -------------------------------------------------- |
| access     | Gerencia acesso | Não                    | IBM OS/2 LAN Server, OS/2 Warp 4.5 | Não | Não           |                                                    |
| accounts   | Altera o papel do serviço Netlogon e gerencia tempo máximo de logon dos usuários, expiração de senhas, e outras configurações das contas | Não                    | IBM OS/2 LAN Server, OS/2 Warp 4.5 | Windows NT, Windows 2000, Windows XP, Windows Vista, Windows 7, Windows 8, Windows 10 | ReactOS 0.4.8 |                                                    |
| admin      | Roda comando administrativo em um servidor remoto                                                                                        | Não                    | IBM OS/2 LAN Server, OS/2 Warp 4.5 | Não | Não           |                                                    |
| alias      | Gerencia apelidos ("aliases") atualmente definidos no domínio                                                                            | Não                    | IBM OS/2 LAN Server, OS/2 Warp 4.5 | Não | Não           |                                                    |
| app        | Gerencia informação sobre definições de aplicações                                                                                       | Não                    | IBM OS/2 LAN Server, OS/2 Warp 4.5 | Não | Não           |                                                    |
| appparm    | | Não                    | OS/2 Warp 4.5                      | Não | Não           | OS/2 Warp 4.5 and later only                       |
| audit      | Lista e limpa conteúdos da auditoria da rede no servidor                                                                                 | Não                    | IBM OS/2 LAN Server, OS/2 Warp 4.5 | Não | Não           |                                                    |
| comm       | Lista informação sobre filas para dispositivos seriais compartilhados                                                                    | Não                    | IBM OS/2 LAN Server, OS/2 Warp 4.5 | Não | Não           |                                                    |
| computer   | Adiciona ou remove computador do banco de dados do domínio                                                                               | Não                    | Não                                | Windows Server 2000, Windows Server 2003, Windows Server 2003 with SP1, Windows Server 2003 R2, Windows Server 2008, Windows Server 2012, Windows NT, Windows 2000, Windows XP, Windows Vista, Windows 7, Windows 8, Windows 10                                                                                       | ReactOS 0.4.8 |                                                    |
| config     | Exibe informação de configuração NetBIOS                                                                                                 | Não                    | IBM OS/2 LAN Server, OS/2 Warp 4.5 | Windows 95, Windows 98, Windows NT, Windows 2000, Windows XP, Windows Vista, Windows 7, Windows 8, Windows 10 | ReactOS 0.4.8 |                                                    |
| continue   | Retoma serviços pausados | IBM PC Network Program | IBM OS/2 LAN Server, OS/2 Warp 4.5 | Windows NT, Windows 2000, Windows XP, Windows Vista, Windows 7, Windows 8, Windows 10 | ReactOS 0.4.8 |                                                    |
| copy       | Copia e concatena arquivos localmente e remotamente                                                                                      | Não                    | IBM OS/2 LAN Server, OS/2 Warp 4.5 | Não | Não           |                                                    |
| dasd       | Gerencia e exibe limites de diretório | Não                    | IBM OS/2 LAN Server, OS/2 Warp 4.5 | Não | Não           |                                                    |
| device     | Lista stati de dispositivos seriais compartilhados e pára o uso atual de um dispositivo                                                  | Não                    | IBM OS/2 LAN Server, OS/2 Warp 4.5 | Não | Não           |                                                    |
| diag       | Executa o programa Microsoft Network Diagnostic                                                                                          | Não                    | Não                                | Windows 95, Windows 98 | Não           |                                                    |
| error      | List and clear network error log | IBM PC Network Program | IBM OS/2 LAN Server, OS/2 Warp 4.5 | Não | Não           |                                                    |
| file       | List files opened by remote computers | IBM PC Network Program | IBM OS/2 LAN Server, OS/2 Warp 4.5 | Windows NT, Windows 2000, Windows XP, Windows Vista, Windows 7, Windows 8, Windows 10 | Unimplemented |                                                    |
| forward    | Route incoming messages and cancel forwarding                                                                                            | IBM PC Network Program | IBM OS/2 LAN Server, OS/2 Warp 4.5 | Não | Não           |                                                    |
| group      | Add, display, or modify global groups in domains                                                                                         | Não                    | IBM OS/2 LAN Server, OS/2 Warp 4.5 | Windows Server 2000, Windows Server 2003, Windows Server 2003 with SP1, Windows Server 2003 R2, Windows Server 2008, Windows Server 2012, Windows NT, Windows 2000, Windows XP, Windows Vista, Windows 7, Windows 8, Windows 10                                                                                       | ReactOS 0.4.8 |                                                    |
| help       | Display syntax | Não                    | IBM OS/2 LAN Server, OS/2 Warp 4.5 | Windows 95, Windows 98, Windows NT, Windows 2000, Windows XP, Windows Vista, Windows 7, Windows 8, Windows 10 | ReactOS 0.4.8 |                                                    |
| helpmsg    | Display information on error messages | Não                    | Não                                | Windows NT, Windows 2000, Windows XP, Windows Vista, Windows 7, Windows 8, Windows 10 | ReactOS 0.4.8 |                                                    |
| init       | | Não                    | Não                                | Windows 95, Windows 98 | Não           |                                                    |
| localgroup | Add, display, or modify local groups | Não                    | Não                                | Windows Server 2008, Windows Server 2012, Windows NT, Windows 2000, Windows XP, Windows Vista, Windows 7, Windows 8, Windows 10 | ReactOS 0.4.8 |                                                    |
| log        | Start/stop saving messages to a file/printer and display information about forwarding the current message log                            | IBM PC Network Program | IBM OS/2 LAN Server, OS/2 Warp 4.5 | Não | Não           |                                                    |
| logoff     | | Não                    | Não                                | Windows 95, Windows 98 | Não           |                                                    |
| logon      | | Não                    | Não                                | Windows 95, Windows 98 | Não           |                                                    |
| move       | Move files locally and remotely | Não                    | IBM OS/2 LAN Server, OS/2 Warp 4.5 | Não | Não           |                                                    |
| name       | List or manage NetBIOS names | IBM PC Network Program | IBM OS/2 LAN Server, OS/2 Warp 4.5 | Windows NT, Windows 2000, Windows XP | Unimplemented |                                                    |
| password   | Change passwords on a server or in a domain                                                                                              | Não                    | IBM OS/2 LAN Server, OS/2 Warp 4.5 | Windows 95, Windows 98 | Não           |                                                    |
| pause      | Pause services | IBM PC Network Program | IBM OS/2 LAN Server, OS/2 Warp 4.5 | Windows NT, Windows 2000, Windows XP, Windows Vista, Windows 7, Windows 8, Windows 10 | ReactOS 0.4.8 |                                                    |
| print      | Display printer queue information or print job information, or control print jobs                                                        | IBM PC Network Program | IBM OS/2 LAN Server, OS/2 Warp 4.5 | Windows Server 2008, Windows Server 2012, Windows Server 2012 R2, Windows Server 2016, Windows Server (Semi-Annual Channel), Windows 95, Windows 98, Windows NT, Windows 2000, Windows XP, Windows Vista, Windows 8                                                                                                   | Unimplemented | Deprecated in Windows 7 and Windows Server 2008 R2 |
| riplmach   | | Não                    | OS/2 Warp 4.5                      | Não | Não           | OS/2 Warp 4.5 and later only                       |
| riplmclas  | | Não                    | OS/2 Warp 4.5                      | Não | Não           | OS/2 Warp 4.5 and later only                       |
| run        | | Não                    | IBM OS/2 LAN Server, OS/2 Warp 4.5 | Não | Não           |                                                    |
| send       | Send messages to other users or computers                                                                                                | IBM PC Network Program | IBM OS/2 LAN Server, OS/2 Warp 4.5 | Windows NT, Windows 2000, Windows XP | Unimplemented |                                                    |
| separator  | Control whether or not a separator page is printed at the beginning of a print file                                                      | IBM PC Network Program | Não                                | Não | Não           |                                                    |
| session    | Manage server computer connections | Não                    | IBM OS/2 LAN Server, OS/2 Warp 4.5 | Windows Server 2003, Windows Server 2003 with SP1, Windows Server 2003 with SP2, Windows Server 2003 R2, Windows Server 2008, Windows Server 2008 R2, Windows Server 2008 R2 with SP1, Windows Server 2012, Windows NT, Windows 2000, Windows XP, Windows Vista, Windows 7, Windows 7 with SP1, Windows 8, Windows 10 | Unimplemented |                                                    |
| share      | Manage shared resources | IBM PC Network Program | IBM OS/2 LAN Server, OS/2 Warp 4.5 | Windows Server 2008, Windows Server 2008 R2, Windows Server 2012, Windows NT, Windows 2000, Windows XP, Windows Vista, Windows 7, Windows 8, Windows 10 | ReactOS 0.4.8 |                                                    |
| start      | Start services | IBM PC Network Program | IBM OS/2 LAN Server, OS/2 Warp 4.5 | Windows 95, Windows 98, Windows NT, Windows 2000, Windows XP, Windows Vista, Windows 7, Windows 8, Windows 10 | ReactOS 0.4.8 |                                                    |
| statistics | Display and clear list of usage statistics for a workstation                                                                             | Não                    | IBM OS/2 LAN Server, OS/2 Warp 4.5 | Windows NT, Windows 2000, Windows XP, Windows Vista, Windows 7, Windows 8, Windows 10 | ReactOS 0.4.8 |                                                    |
| status     | List information about current network shares and server definition settings                                                             | Não                    | IBM OS/2 LAN Server, OS/2 Warp 4.5 | Não | Não           |                                                    |
| stop       | Stop services | Não                    | IBM OS/2 LAN Server, OS/2 Warp 4.5 | Windows 95, Windows 98, Windows NT, Windows 2000, Windows XP, Windows Vista, Windows 7, Windows 8, Windows 10 | ReactOS 0.4.8 |                                                    |
| time       | Display remote computer's current time or sync time with remote computer                                                                 | Não                    | IBM OS/2 LAN Server, OS/2 Warp 4.5 | Windows 95, Windows 98, Windows NT, Windows 2000, Windows XP, Windows Vista, Windows 7, Windows 8, Windows 10 | Unimplemented |                                                    |
| use        | Connect/disconnect computer to/from shared resources, or display information about computer connections                                  | IBM PC Network Program | IBM OS/2 LAN Server, OS/2 Warp 4.5 | Windows Server 2000, Windows Server 2003, Windows Server 2003 R2, Windows Server 2008, Windows Server 2008 R2, Windows Server 2012, Windows 95, Windows 98, Windows NT, Windows 2000, Windows XP, Windows Vista, Windows 7, Windows 8, Windows 10, Windows CE .NET 4.2, Windows CE 5.0, Windows Embedded CE 6.0       | ReactOS 0.4.8 |                                                    |
| user       | Add or modify user accounts, or display user account information                                                                         | Não                    | IBM OS/2 LAN Server, OS/2 Warp 4.5 | Windows Server 2000, Windows Server 2003, Windows Server 2003 R2, Windows Server 2003 with SP1, Windows Server 2008, Windows Server 2012, Windows NT, Windows 2000, Windows XP, Windows Vista, Windows 7, Windows 8, Windows 10                                                                                       | ReactOS 0.4.8 |                                                    |
| ver        | Display information about workgroup redirector                                                                                           | Não                    | Não                                | Windows 95, Windows 98 | Não           |                                                    |
| view       | Display list of domains, computers, or resources shared by specified computers                                                           | Não                    | IBM OS/2 LAN Server, OS/2 Warp 4.5 | Windows Server 2000, Windows Server 2003, Windows Server 2003 R2, Windows Server 2008, Windows Server 2008 R2, Windows Server 2012, Windows 95, Windows 98, Windows NT, Windows 2000, Windows XP, Windows Vista, Windows 7, Windows 8, Windows 10, Windows CE .NET 4.2, Windows CE 5.0, Windows Embedded CE 6.0       | Unimplemented |                                                    |
| who        | List uses who are logged on current or remote domains, display user logon information, and list users with sessions to a specific server | Não                    | IBM OS/2 LAN Server, OS/2 Warp 4.5 | Não | Não           |                                                    |